# إينوك بيري سايتس
إينوك بيري سايتس (بالإنجليزية: Enoch Beery Seitz)‏ هو رياضياتي أمريكي، ولد في 24 أغسطس 1846، وتوفي في 8 أكتوبر 1883.